# Acacia brachyacantha
Acacia brachyacantha é uma espécie de leguminosa do gênero Acacia, pertencente à família Fabaceae.